# 2024년 일본 자유민주당 총재 선거
2024년 일본 자유민주당 총재 선거는 2024년 9월 27일 치러진 자유민주당의 총재 선출 선거로 이시바 시게루가 총재로 선출되었다. 9명의 후보자가 출마한 가운데, 이시바 시게루는 1차 154표로 다카이치 사나에(181표)에 뒤졌으나 결선투표에서 215표를 득표, 194표의 다카이치에 앞서며 총재로 당선되었다. 주요 후보자 중 한명이었던 고이즈미 신지로는 1차투표에서 136표를 기록하며 결선에 진출하지 못하였다. 총재 임기는 3년이며, 자민당이 국회에서 다수당을 차지해 사실상 차기 내각총리대신이 되며, 차기 총선과 2025년 일본 참의원 선거에서 당을 이끌게 된다.

## 선거 절차
자민당 총재 선거 절차는 "당 총재 선거 규칙"에 규정되어 있다. 선거에서 공식적으로 후보자가 되려면 후보자는 반드시 자민당 국회의원이어야 하며, 최소한 20명의 동료 자민당 의원으로부터 추천을 받아야 한다.
자민당은 자민당 국회의원과 일본 전역의 회비를 납부하는 당원이 참여하는 2차 선거를 통해 지도자를 선출한다. 1차 투표에서는 자민당 의원 전체가 1표를 행사하고, 당원의 표는 전체 투표수의 나머지 절반에 해당하는 표로 비례적으로 변환된다. 어떤 후보라도 1차 투표에서 과반수(50% 이상) 득표를 하면 해당 후보가 총재로 선출된다.
1차 투표에서 과반수 득표를 얻은 후보자가 없을 경우 즉시 상위 2명의 후보자를 대상으로 결선투표를 실시한다. 결선투표에서는 국회의원 전체가 다시 투표하고, 자민당 47개 현이 각각 1표를 얻으며, 후자의 투표 결과는 각 현의 당원들의 1차 투표 결과를 바탕으로 결정된다. 결선투표에서 가장 많은 표를 얻은 후보가 총재로 선출된다.

## 같이 보기
- 2021년 일본 자유민주당 총재 선거